# Hannes Reinmayr
Hannes Reinmayr (født 23. august 1969 i Wien, Østrig) er en tidligere østrigsk fodboldspiller (angriber).
Reinmayrs karriere strakte sig over 17 år, og blev tilbragt i klubber i henholdsvis hjemlandet og Tyskland. Længst tid tilbragte han hos Sturm Graz i den østrigske Bundesliga. Her var han med til at vinde to mesterskaber, i henholdsvis 1998 og 1999.
Reinmayr spillede desuden 14 kampe og scorede fire mål for det østrigske landshold. Han var en del af det østrigske hold til VM i 1998 i Frankrig. Her spillede han én af sit lands tre kampe, men kunne ikke forhindre at østrigerne røg ud efter det indledende gruppespil.